# 1927-es magyar férfi vízilabdakupa
Az 1927-es magyar férfi vízilabdakupa az ötödik kiírás volt a versenysorozat történetében. A kupára hat csapat nevezett. A győzelmet a III. kerületi TVE szerezte meg.

## Eredmények

### Negyeddöntő
július 10, 11.
| 1. csapat         | Eredmény | 2. csapat  |
| ----------------- | -------- | ---------- |
| MAC               | 2–0      | Újpesti TE |
| III. kerületi TVE | 8–2      | MUE        |

### Elődöntő
augusztus 15.
| 1. csapat         | Eredmény | 2. csapat |
| ----------------- | -------- | --------- |
| Ferencvárosi TC   | 5–3      | MAC       |
| III. kerületi TVE | 6–4      | MTK       |

### Döntő
| 1927. augusztus 21. | III. kerületi TVE             | 6–1 | Ferencvárosi TC | Császár uszoda Játékvezetők: Halmay Zoltán |
| 1927. augusztus 21. | (3–0)                         |     |                 | Császár uszoda Játékvezetők: Halmay Zoltán |
| 1927. augusztus 21. | Keserű F. 3 Czele 2 Sárkány 1 |     | Keserű A. 1     | Császár uszoda Játékvezetők: Halmay Zoltán |

A III. kerületi TVE kupagyőztes csapatának tagjai: Barta István, Czele László, Keserű Ferenc, Róbert Ferenc, Rudas Zoltán, Sárkány Miklós, Sárosi (Sustrovits) Károly